# Cerkiew św. Eliasza we Lwowie
Cerkiew św. Eliasza – cerkiew greckokatolicka przy Krzywczyckiej drodze 103 we Lwowie, w dzielnicy Krzywczyce, w rejonie łyczakowskim. 
Data budowy i projektant świątyni nie są znane, pełniła rolę filii parafii Wniebowstąpienia Pańskiego na Zniesieniu, przed 1944 działało tu Świeckie bractwo. Po wprowadzeniu władzy radzieckiej obiekt przekazano w użytkowanie Rosyjskiemu Kościołowi Prawosławnemu, w 1990 cerkiew przekazano wyznawcom obrządku greckokatolickiego. 
Cerkiew św. Eliasza posiada sześciokątną nawę główną, do której od wschodu przylega prostokątna absyda, a od zachodu wyższy od niej babiniec zbudowany w 1980. Od północy do absydy przylega zakrystia. Nawa główna nakryta jest miedzianą kopułą osadzoną na niskim bębnie, wieńczy ją niewielka latarnia. Plebania znajduje się w oddzielnym budynku. 
Cerkiew ta posiada dużych rozmiarów nawę główną, rzadko spotykaną w budowlach sakralnych na terenie Galicji Wschodniej. 

## Badania archeologiczne
W 1992 zespół archeologów Towarzystwa Naukowego im. Szewczenki przeprowadził na zlecenie Regionalnego Parku Zniesienie prace wykopaliskowe. Odkryto mur oddzielający absydę od nawy głównej, która została zbudowana na zrębach dawnej baszty romańskiej z XIII-XIV wieku, która pełniła funkcję wieży obronnej. Fundamenty są zagłębione na ok. trzy metry i były otoczone oskarpowanym stokiem, ponadto odnaleziono liczne zniszczone miejsca pochówków. Średnica fundamentów to 515-525 cm, czyli 9 łokci, co pozwala datować czas budowy na ok. 1300-1320 rok. 
Opierając się na wynikach badań naukowych Mykoła Bandriwśkij i Iwan Mohytycz rozróżnili trzy etapy budowy. Pierwszym była budowa sześciokątnej wieży z cegły i kamienia, która powstała w XIII-XIV wieku, została ona uszkodzona lub zniszczona na skutek działań wojennych. Drugim, który miał miejsce ok. XVII wieku było przystosowanie ruiny do stworzenia na jej podwalinach kaplicy o kształcie rotundy. Prawdopodobnie w tym czasie teren otaczający powstają kaplicę stał się również miejscem pochówków. Jako trzeci etap wskazuje się moment zburzenia ok. 1870 drewnianej cerkwi, która stała przy ulicy Łyczakowskiej (obecnie stoi tam kościół Matki Boskiej Ostrobramskiej). Była to świątynia parafialna dla wiernych z Krzywczyc, aby dostosować rotundę do funkcji parafialnych do sześciokątnej rotundy dobudowano absydę. Zwiększeniu znaczenia cerkwi towarzyszyło nadanie obecnego patrona, wezwanie to nosiła wcześniej zburzona cerkiew przy ulicy Łyczakowskiej.